# Fleckenzwergspecht

Verbreitungsgebiet des Fleckenzwergspechtes

Der Fleckenzwergspecht (Picumnus pygmaeus) ist eine Vogelart  aus der Gattung der Zwergspechte (Picumnus) aus der Familie der Spechte (Picidae).
Der Vogel ist endemisch in Ostbrasilien, von Maranhão und Piauí bis Bahia und Minas Gerais.
Der Lebensraum umfasst trockenere baumbestandene Flächen sowie Caatinga  bis zu 750 m Höhe.
Der Artzusatz kommt von altgriechisch πυγμαῖος pugmaios, deutsch ‚faustgroß‘.

## Merkmale
Die Art ist 10 cm groß, ist ziemlich auffällig hauptsächlich aufgrund der warm braunen Färbung von Unterseite und Gesicht mit kräftigen weißen Flecken. Die Kopfoberseite beim Männchen ist schwarz mit breiten roten Federspitzen an der Stirn, ansonsten bis zum Nacken mit weißen Flecken versehen. Die Zügel sind bräunlich-weiß, oft ist auch ein weißer halbmondförmiger Fleck über dem Auge zu sehen. Die Wangen sind dunkelbraun, die Ohrdecken unterschiedlich weiß gefleckt. Der Nacken ist seitlich breit weiß gebändert, der Rücken hat auffallende weißliche Federspitzen auf schwarzer Basis, der Bürzel ist blasser, die Flügeldecken haben hellere Federränder und breite weiße Spitzen, die Flugfedern sind dunkler braun, die Armschwingen haben breite hell zimtfarbene Ränder und Spitzen. Die Schwanzoberseite ist schwärzlich, das zentrale Federpaar hat auf der Innenseite einen breiten weißen Streifen, die beiden äußeren Steuerfedern haben einen weißen Subterminalfleck. Kinn und Kehle können schwarz mit großen weißen Flecken oder überwiegend weiß mit schwarzer schuppenartiger Zeichnung sein. Die übrige Unterseite ist dunkelbraun bis hellbraun, meist rotbraun überhaucht, im Bauchbereich oft blasser mit großen weißen Flecken mit schwarzer Umrandung, an den Flanken deutlicher und größer. Die Flügelunterseite ist blass braun, die Unterflügeldecken weißlich. Die Schwanzunterseite heller als die Oberseite. Der Schnabel ist kurz, der Schnabelfirst nur leicht gebogen, schwarz mit blau-grauer Basis. Die Iris ist tiefbraun, die Beine sind grau.
Beim Weibchen fehlt das Rot am Kopf. Jungvögel sind matter gefärbt und undeutlicher gezeichnet, die Unterseite ist eher gebändert.

## Geografische Variation
Die Art ist monotypisch.

## Stimme
Der Ruf des Männchens wird als Folge sehr hoher quäkender Laute beschrieben “tsirrrrr, tsi, tsi, tsi”.

## Lebensweise
Die Art tritt meistens paarweise auf, hält mit Ruf und auch Sicht Kontakt, sucht nach Nahrung bodennah in der Vegetation, mitunter auch in gemischten Jagdgemeinschaften. Über Art der Nahrung und Brutzeit liegen keine Erkenntnisse vor.
Die Art ist ein vermutlich ein Standvogel.

## Gefährdungssituation
Der Bestand gilt als „nicht gefährdet“ (least Concern).